# Anoba suggesta
Anoba suggesta là một loài bướm đêm trong họ Erebidae.